# Kleinsorgen (Adelsgeschlecht)

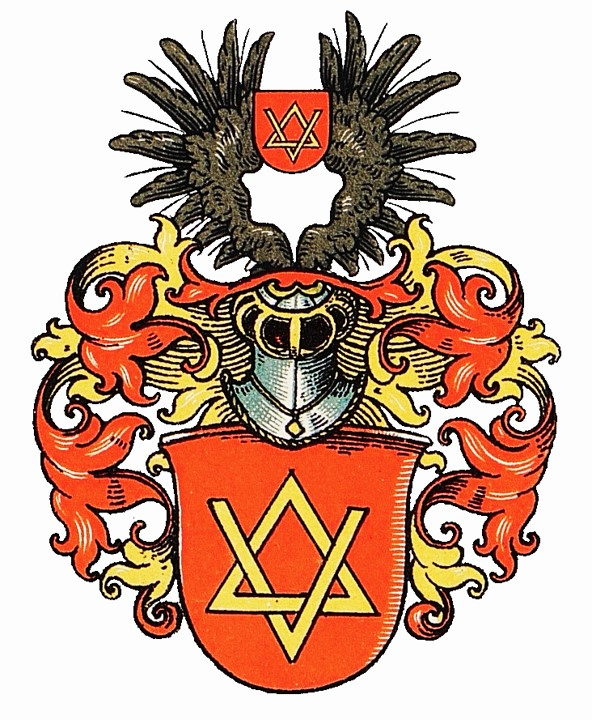
Stammwappen derer von Kleinsorgen

Die Familie von Kleinsorgen ist ein deutsches Adelsgeschlecht.

## Geschichte
Die Stammreihe der ursprünglich aus der Grafschaft Lippe stammenden Familie beginnt mit Cord Kleinsorge († vor 1476), der 1464 mit dem Lippehof in Lemgo belehnt wurde. Der brandenburgische Geheime Kammerrat Heinrich Balthasar Kleinsorgen wurde am 3. Mai 1698 in den Reichsadelsstand erhoben, ebenso 1710 Johann Philipp Kleinsorgen, Wolfgang Wilhelm Kleinsorgen und Ida Wilhelmina Kleinsorgen, die Kinder des verstorbenen kurfürstlich kölnischen Richters zu Werl Caspar Kleinsorgen. Johann Baptist Wolfgang von Kleinsorgen, vorderösterreichischer Postdirektor in Freiburg i. Br., wurde 1792 in den österreichischen Freiherrenstand erhoben, Maximilian von Kleinsorgen, Fideikommissherr auf Gut Schüren 1846 in den preußischen Freiherrenstand.

## Wappen
Das Stammwappen derer von Kleinsorgen zeigt in Rot einen goldenen Drudenfuß und wurde mit späteren Adelserhebungen und -verbesserungen modifiziert. Das Wappen der preußischen Freiherren von Kleinsorgen (1846) ist geviert und zeigt rechts oben in Gold einen schwarzen Drudenfuß, links oben einen roten Löwen, rechts unten in Schwarz einen mit einem roten Herz belegten Reichsapfel, links unten in Gold einen schwarzen Flügel.

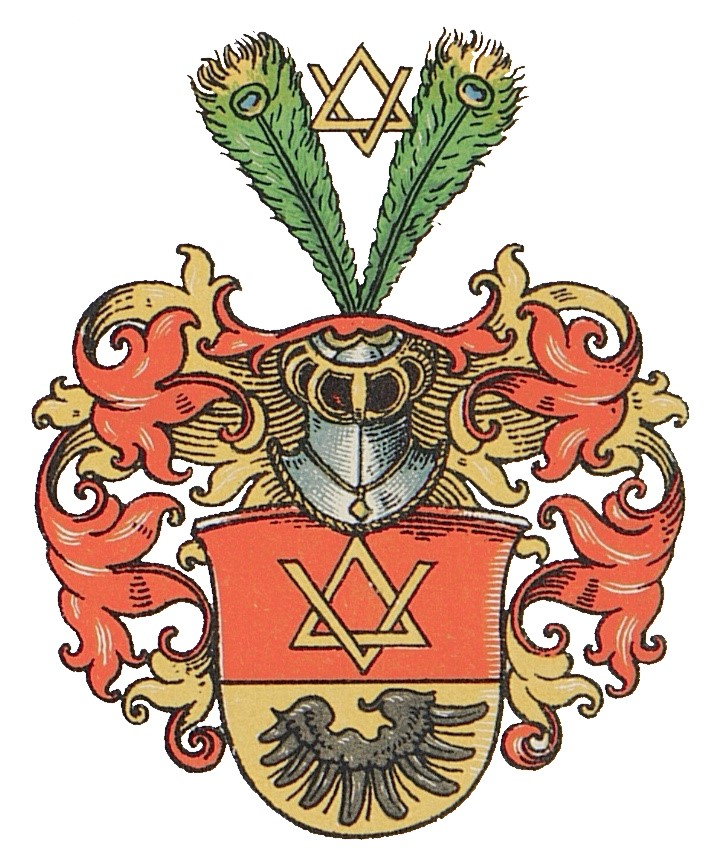
Wappen derer von Kleinsorgen zu Schüren
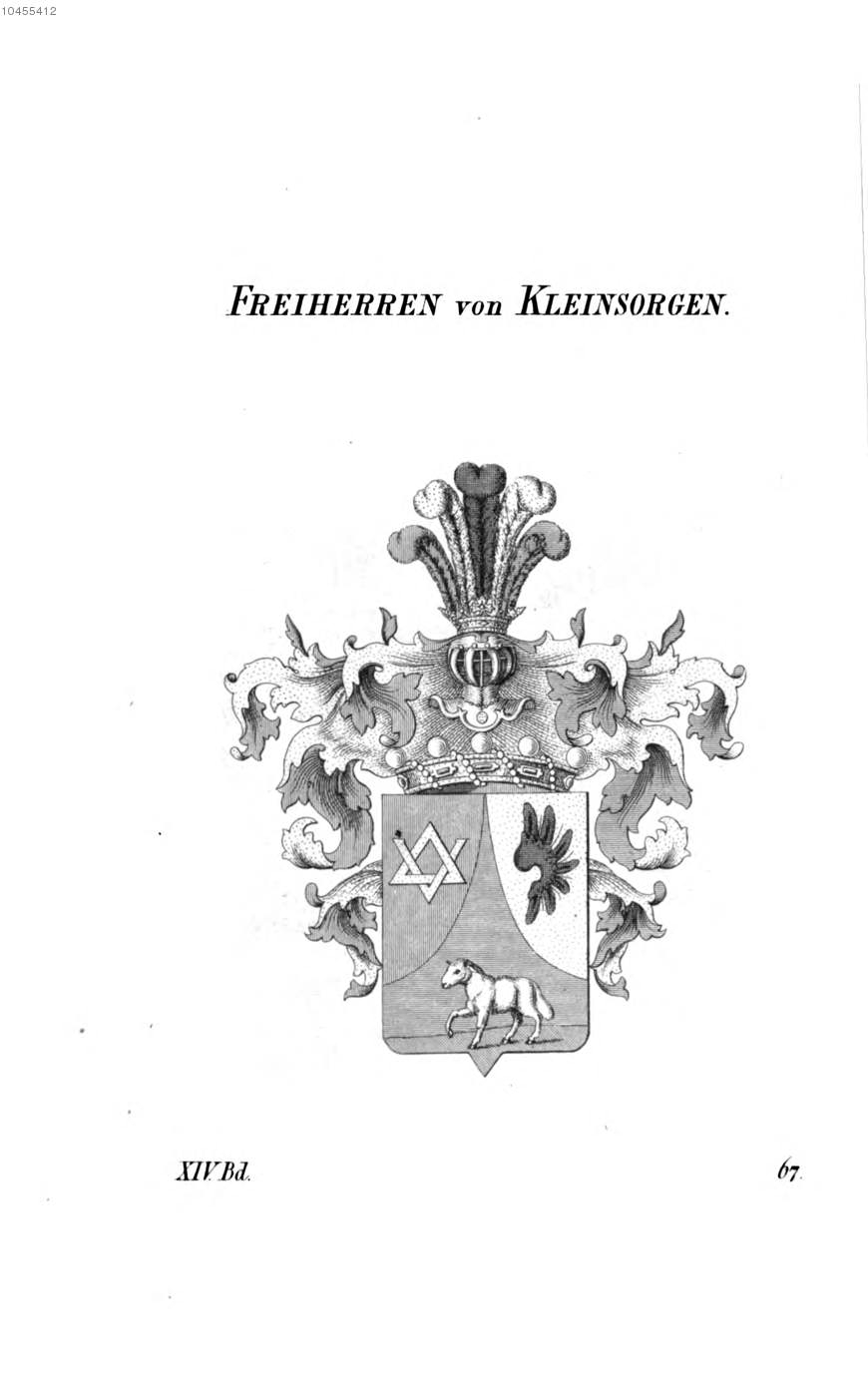
Freiherrenwappen derer von Kleinsorgen bei Tyroff
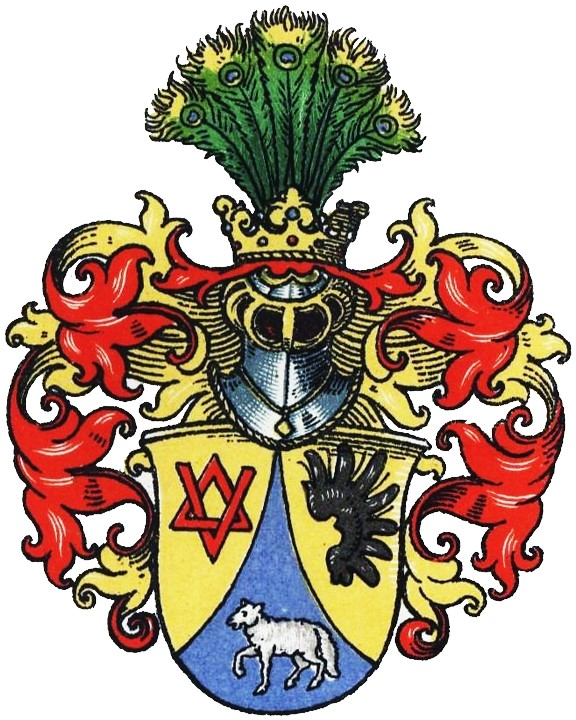
Wappen der Freiherren von Kleinsorgen zu Schafhausen
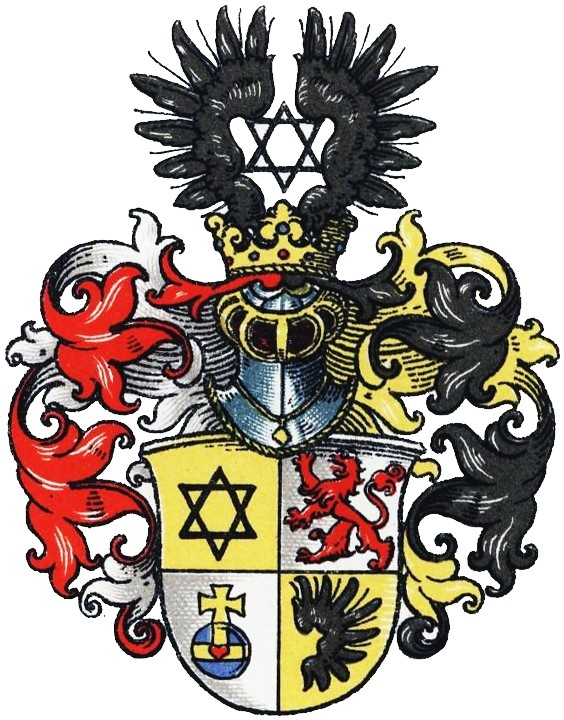
Wappen der Freiherren von Kleinsorgen zu Bleßenohl

## Bekannte Mitglieder
- Gerhard von Kleinsorgen (1530–1591), kurfürstlich kölnischer gelehrter Rat und Historiker
- Franz Nikolaus Gotthard von Kleinsorgen (1748–1816), Kommandant von Cayenne, Bayrischer Kammerherr und Gesandter
- Karl von Kleinsorgen (1829–1889), Politiker, Mitglied des preußischen Abgeordnetenhauses und des Norddeutschen Reichstages
- Adolf von Kleinsorgen (1834–1903), Jurist und Mitglied des Deutschen Reichstags
- Christoph von Kleinsorgen (* 1980), deutscher Radrennfahrer